# Stanisław Piniński
Stanisław Piniński (* 3. März 1854 in Rokietnica, Galizien, Kaisertum Österreich; † 12. Jänner 1911 in Lemberg) war ein polnischer Jurist und Politiker. Er war von 1906 bis 1907 Abgeordneter zum Österreichischen Abgeordnetenhaus.

## Ausbildung und Beruf
Piniński studierte ab 1872 Rechtswissenschaft an der Universität Lemberg und arbeitete zunächst im Staatsdienst in Galizien. Er wurde 1876 Konzeptspraktikant an der Staathalterei in Lemberg und wechselte im Jahr 1877 in den Dienst der Bezirkshauptmannschaft Skałat. Im Jahr 1882 wurde er Statthaltereikonzipist in Lemberg, 1884 folgte seine Beförderung zum Bezirkskommissär sowie seine Zuteilung zum Innenministerium. Er stieg in der Folge im Jahr 1886 zum Ministerial-Vizesekretär auf und übernahm 1887 das Amt des Bezirkshauptmanns in Grodek, im Jahr 1899 wurde er wieder dem Innenministerium zugeteilt. Piniński wurde 1891 Ministerialsekretär, 1893 erfolgte seine Ernennung zum Sektionsrat. Er wurde schließlich 1896 auch zum Ministerialrat ernannt und wurde 1902 als Sektionschef in Ruhe versetzt. In der Folge wirkte er noch von 1905 bis 1911 in der Bezirksvertretung Skałat und war von 1908 bis 1911 Mitglied des Bezirksausschusses.

## Politik und Funktionen
Piniński kandidierte 1906 bei der Nachwahl im Wahlbezirk des galizischen Großgrundbesitzes Nr. 20 (Tarnopol), wo von 1889 bis 1891 bereits sein Bruder Leon Abgeordneter gewesen war. Er gewann die Wahl und gehörte dem Abgeordnetenhaus vom 6. März 1906 bis zum 30. Jänner 1907 an. Er war Mitglied im polnisch-konservativen Polenklub.

## Privates
Piniński wurde als Sohn des Gutsbesitzers Leonard Graf Piniński geboren. Seine Brüder Mieczsław Piniński und Leon Piniński waren ebenfalls politisch tätig. Gemeinsam mit seinen Brüdern war er nach dem Tod seines Vaters ab 1886 Besitzer des Gutes Gryzmalow. Er heiratete 1884 Maria Gräfin Drohojowska und wurde Vater einer Tochter.